# Синиша Стеванович
Синиша Стеванович (серб. Siniša Stevanović, нар. 12 січня 1989, Белград, СФРЮ) — сербський футболіст, захисник боснійського клубу «Желєзнічар». Виступав за молодіжну збірну Сербії.

## Клубна кар'єра
Вихованець футбольної школи клубу «Партизан». З 2007 по 2009 роки виступав у фарм-клубі цієї команди, «Телеоптик», зіграв у 26 матчах чемпіонату. У 2009 році повернувся до «Партизана». Відіграв за белградську команду наступний сезон своєї ігрової кар'єри. Протягом 2010 року на правах оренди захищав кольори команди клубу «Спартак» (Суботиця). Того ж року приєднався до клубу на умовах повноцінного контракту, після чого в складі команди відіграв ще три сезони. Після цього приєднався до команди клубу «Нові-Пазар». Після двох років яскравих та вдалих виступів у команді оголосив про свій майбутній відхід.
25 грудня 2015 року Стеванович підписав 2-річний контракт з сараєвським «Желєзнічаром». Дебютував у футболці сараєвського клубу 28 лютого 2016 року в переможному (2:0) домашньому поєдинку 19-го туру боснійської Прем'єр-ліги проти «Широкі Брієга». Синиша вийшов на поле в стартовому складі та відіграв увесь матч. Станом на 30 жовтня 2017 відіграв за команду із Сараєва 45 матчів в національному чемпіонаті.

## Виступи за збірну
Протягом 2009—2010 років залучався до складу молодіжної збірної Сербії. На молодіжному рівні зіграв у 9 офіційних матчах.

## Статистика виступів

### Клубна
Станом на 22 січня 2016
| Клубні виступи    | Клубні виступи       | Ліга      | Ліга      | Кубок        | Кубок        | Континентальний | Континентальний | Загалом | Загалом |
| Сезон             | Клуб                 | Матчі     | Голи      | Матчі        | Голи         | Матчі           | Голи            | Матчі   | Голи    |
| Сербія            | Сербія               | Суперліга | Суперліга | Кубок Сербії | Кубок Сербії | Європа          | Європа          | Загалом | Загалом |
| ----------------- | -------------------- | --------- | --------- | ------------ | ------------ | --------------- | --------------- | ------- | ------- |
| 2009–10           | «Партизан»           | 11        | 0         | 2            | 0            | 8               | 0               | 21      | 0       |
| 2009–10           | «Спартак» (Суботиця) | 15        | 0         | 0            | 0            | 0               | 0               | 15      | 0       |
| 2010–11           | «Спартак» (Суботиця) | 24        | 0         | 3            | 0            | 3               | 0               | 30      | 0       |
| 2011–12           | «Спартак» (Суботиця) | 16        | 1         | 2            | 0            | 0               | 0               | 18      | 1       |
| 2012–13           | «Спартак» (Суботиця) | 2         | 0         | 0            | 0            | 0               | 0               | 2       | 0       |
| 2013–14           | «Спартак» (Суботиця) | 7         | 0         | 0            | 0            | 0               | 0               | 7       | 0       |
| 2013–14           | «Нові Пазар»         | 5         | 0         | 0            | 0            | 0               | 0               | 5       | 0       |
| 2014–15           | «Нові Пазар»         | 11        | 0         | 0            | 0            | 0               | 0               | 11      | 0       |
| 2015–16           | «Нові Пазар»         | 16        | 0         | 1            | 0            | 0               | 0               | 17      | 0       |
| Усього за кар'єру | Усього за кар'єру    | 107       | 1         | 8            | 0            | 11              | 0               | 126     | 1       |

## Досягнення
- Прем'єр-ліга (Боснія і Герцеговина)
  -  Срібний призер (2): 2016/17, 2017/18
- Кубок Боснії і Герцеговини
  - Володар (1): 2017/18